# Emanuele Pugliese
Emanuele Pugliese (Vercelli, 11 aprile 1874 – Roma, 26 settembre 1967) è stato un generale italiano di religione ebraica, particolarmente distintosi nella guerra italo-turca e nella prima guerra mondiale. Decorato con la medaglia d'argento al valor militare e con la Croce di Commendatore dell'Ordine militare di Savoia, fu comandante della 16ª Divisione durante i giorni della Marcia su Roma. Dopo la fine della seconda guerra mondiale fu protagonista di un'aspra diatriba con l'allora Ministro Emilio Lussu che nel suo libro Marcia su Roma e dintorni lo accusava apertamente di essere responsabile della mancata difesa della Capitale, non avendo impedito con le armi l'arrivo delle colonne di miliziani fascisti.

## Biografia
Nacque a Vercelli l'11 aprile 1874, figlio di Eugenio e Bonina Levi. Arruolatosi nel Regio Esercito nel 1891, fu ammesso a frequentare la Regia Accademia Militare di Modena, da cui uscì con il grado di sottotenente nel 1893. Assegnato al 61º Reggimento fanteria, divenne tenente nel 1897, quando fu decorato di Medaglia di bronzo al valor militare per un atto di coraggio nell'attività di ordine pubblico, e nel 1901 fu ammesso al corso presso la Scuola di guerra, al cui termine prestò temporaneamente servizio presso il comando del Corpo di stato maggiore a Roma.
Trasferito in servizio presso lo Stato maggiore nel corso del 1905, transitò poi alla Divisione militare territoriale di Torino, tornando quindi in servizio al 61º Reggimento fanteria. Promosso capitano nel 1908, fu trasferito come comandante di compagnia al 66º Reggimento fanteria. 
Divenuto aiutante di campo del comandante della Brigata fanteria "Roma" nel 1909, nel novembre del 1911, dopo lo scoppio della guerra italo-turca si imbarcò per la Libia con la sua unità, in forza al Corpo di spedizione italiano al comando del generale Carlo Caneva. Dal marzo 1912 partecipò alla operazioni belliche per la conquista della colonia, distinguendosi nella battaglia delle Due Palme, tanto da essere decorato con la Croce di Cavaliere dell'Ordine militare di Savoia. Partecipò alla conquista delle isole del Dodecaneso, rientrando in Italia nel luglio dello stesso anno. Nel marzo 1915 ricevette la qualifica di primo capitano, e nel mese di settembre transitò in forza al 151º Reggimento fanteria della milizia mobile.
Con l'entrata in guerra del Regno d'Italia, il 24 maggio 1915, partì subito per il fronte, venendo promosso maggiore il 23 ottobre dello stesso anno. Nominato comandante  di battaglione della Brigata Sassari partecipò alle operazioni seguenti alla battaglia degli Altipiani nel luglio 1916, dove fu ferito due volte, decorato di Medaglia d'argento al valor militare. Uscito dalla convalescenza nel mese di novembre, fu promosso tenente colonnello per merito di guerra, ed assegnato al comando interinale del 226º Reggimento fanteria. Colonnello nel febbraio 1917, e confermato come titolare del reggimento, nell'aprile successivo passò al comando del 38º Reggimento fanteria, mentre nel mese di giugno assunse il comando anche del 37º Reggimento fanteria, così da comandare la Brigata "Ravenna", mobilitata nel settore della Bainsizza. Rimasto di nuovo ferito nel mese di giugno,  fu promosso maggior generale il 31 agosto, e dopo la battaglia di Caporetto nelle operazioni per il ripiegamento sulla linea del Piave, assumendo poi il comando della 15ª Divisione. Nel mese di dicembre passò al comando della 59ª Divisione di fanteria, mettendosi in luce nei combattimenti sul Monte Grappa. Nel luglio 1918 divenne comandante della 51ª Divisione, e fu insignito del titolo di Ufficiale dell'Ordine militare di Savoia e di due Croci al merito di guerra. 
Durante la battaglia di Vittorio Veneto ebbe modo di mettersi nuovamente in luce, e al termine della guerra, aveva tre promozioni straordinarie per merito di guerra, era stato citato all'Ordine del giorno dell'Armée francese e insignito di nove decorazioni.
Nel 1920, durante l'occupazione italiana del Regno d'Albania, fu al comando della 36ª Divisione, giungendo a Valona il 9 febbraio, dove fu nominato Commendatore dell'Ordine militare di Savoia.
Rientrato in Italia, nel mese di settembre assunse il comando della XVI Divisione, una Grande Unità preposta a difesa della Capitale. Il 19 ottobre di quell'anno ricevette dal Ministro della guerra Marcello Soleri l'incarico di difendere Roma, con due precisi compiti: impedire l'ingresso dei fascisti nella capitale ed evitare assolutamente scontri di carattere militare tra il Regio Esercito e i militi fascisti.
Con l'approssimarsi delle colonne fasciste alla Capitale, la mattina del 27 ottobre 1922 tenne un discorso ai comandanti di brigata e di reggimento in cui ribadiva la sua assoluta fedeltà alla Corona In quella stessa giornata prese tutte le iniziative per impedire alle colonne avanzanti di entrare in Roma, arrivando ad istituire interruzioni ferroviarie delle linee nelle principali stazioni di Orte, Civitavecchia, Avezzano, Segni e Viterbo, e a presidiare tutti i varchi di accesso a Roma e i ponti lungo il Tevere. Alle 0:30 del 28 ottobre l'esercito assunse i pieni poteri, e alle 5:00 del mattino ci fu una riunione tra il Capo del Governo Luigi Facta, il Ministro dell'interno Paolino Taddei, il Ministro della guerra Soleri, Pugliese e il colonnello Ottorino Carletti, capo di gabinetto di Soleri. In tale riunione Facta si lamentò apertamente con lui perché l'esercito non aveva impedito ai fascisti l'occupazione delle prefetture di Firenze e Perugia. Alle 9:00 Facta, preoccupato per la mancanza di notizie sulla firma della proclamazione dello Stato d'assedio salì al Quirinale per un colloquio con Re Vittorio Emanuele III, ma alle 11:00 formalizzò le proprie dimissioni da Capo del Governo, e quindi il Re, dopo un rapido giro di consultazioni assegnò l'incarico a Antonio Salandra. Salandra non riuscì a costituire un governo di coalizione con il Partito Nazionale Fascista, e il giorno 30 Mussolini arrivò a Roma, da Milano, in vagone letto e ricevette l'incarico di costituire il nuovo governo.
Nel gennaio 1923 divenne generale di divisione e l'anno successivo comandante della 12ª Divisione militare territoriale di Trieste. Nel giugno 1929 fu collocato a disposizione e nominato membro della Commissione permanente per l'esame delle proposte di ricompensa al valor militare. Nel gennaio 1931 assunse l'incarico di giudice presso il tribunale militare della Sardegna, assumendo l'incarico di comandante militare della regione  verso la fine dello stesso anno.
Promosso generale di corpo d'armata nell'autunno del 1934,   nel luglio dell'anno successivo divenne comandante della difesa territoriale di Verona. Nel corso del 1937, dietro sua richiesta, venne messo a disposizione del Ministero della Guerra, passando in posizione ausiliari nel 1938 per raggiunti limiti d'età.
Con l'approvazione delle leggi razziali nel novembre di quell'anno fu posto in congedo assoluto  e privato della cittadinanza italiana. Dopo la liberazione di Roma cercò, invano, di arruolarsi come soldato semplice nelle neocostituita Brigata Ebraica per andare a combattere contro i tedeschi, ma la sua richiesta venne rifiutata.
Dopo la fine della seconda guerra mondiale fu edito il volume di Emilio Lussu Marcia su Roma e dintorni che era stato edito per la prima volta a Parigi nel 1933, e fino ad allora mai pubblicato in Italia. In questo libro Lussu lo accusava apertamente di connivenza con il regime fascista in quanto non si era opposto con le armi alla marcia su Roma delle colonne fasciste, e aveva addirittura omaggiato Benito Mussolini il giorno in cui era stato formato il suo primo governo. La sua reazione fu furibonda, arrivando al punto di sfidare apertamente Lussu, che allora ricopriva l'incarico di Ministro, a duello inviandogli i suoi padrini. Lussu rispose negativamente, e il 6 luglio pubblicò sul quotidiano Il Momento un articolo intitolato Il Generale Pugliese dovrebbe essere fucilato. La sua replica non si fece attendere e nel 1946 diede alle stampe un primo libro intitolato Io difendo l'esercito, successivamente ripubblicato, in risposta ai nuovi attacchi di Lussu, in edizione ampliata e riveduta nel 1958 con il titolo di L'esercito e la cosiddetta "marcia su Roma". La verità ufficialmente documentata contro la menzogna. L'esercito fece il suo dovere. La polemica con Lussu si chiuse solo il 20 gennaio 1961, quando quest'ultimo dichiarò: Lealmente devo dire oggi, dopo approfondite indagini, che il generale non ha fatto che obbedire disciplinatamente ad ordini ricevuti e non era affatto in combutta col fascismo. Insignito nel 1962 del titolo di Cavaliere di Gran Croce dell'Ordine al merito della Repubblica italiana, si spense a Roma il 26 settembre 1967.

## Pubblicazioni
- Io difendo l'esercito, Rispoli Editore, Napoli, 1946.
- L'esercito e la cosiddetta marcia su Roma. La verità ufficialmente documentata contro la menzogna. L'esercito fece il suo dovere, s.n., Roma, 1958.
- Vittorio Veneto e la battaglia di Francia (1918), Carpigiani & Zipoli Editori, Firenze, 1928.

### Annotazioni
1. ↑  Fu in questo ruolo che conobbe l'allora tenente Emilio Lussu che, una volta affermato si come politico, gli avrebbe condizionato la vita dopo la fine della seconda guerra mondiale.
2. ↑  Mantenne il comando di tale brigata dal 17 giugno al 21 novembre 1917.
3. ↑  La richiesta di evitare scontri di carattere militare arrivava direttamente dal S. M. il Re Vittorio Emanuele III.
4. ↑  Pugliese sostituiva il generale Edoardo Ravazza, comandante del VII Corpo d'armata, messosi in ferie per una decina di giorni.
5. ↑  In Sardegna si dedicò alla stesura della Monografia geografico-militare della Sardegna, per la quale ricevette un encomio solenne.
6. ↑  Oltre che dall'esercito fu radiato anche dai vari enti combattentistici di cui era membro.
7. ↑  Lussu minacciò apertamente di fare arrestare i due padrini che gli erano stati inviati.
8. ↑  Con la prefazione del generale Anacleto Bronzuoli.

### Fonti
1. 1 2 3  Santomassimo, p. 76.
2. 1 2 3 4 5 6  Pavan, Schwarz 2001, p. 168.
3. 1 2 3 4 5 6 7 8 9 10 11 12 13 14 15 16 17 18 19 20  http://www.treccani.it/enciclopedia/emanuele-pugliese_(Dizionario-Biografico)
4. ↑  Fontana 1934, p. 9.
5. ↑  Raffaello Uboldi, La presa del potere di Benito Mussolini, A. Mondadori Editore, Milano, 2010.
6. 1 2 3  Santomassimo 2000, p. 77.
7. 1 2  Roberto Festorazzi, Marcia su Roma, tutti colpevoli, L'Avvenire, Roma, martedì 23 ottobre 2012.
8. ↑  Santomassimo 2000, p. 83.
9. ↑  Santomassimo 2000, p. 84.
10. ↑  Fontana 1934, p. 10.
11. 1 2  Pavan, Schwarz 2001, p. 167.
12. ↑  Meir Michaelis, Il Generale Pugliese e la difesa di Roma, in La Rassegna Mensile di Israel, terza serie, Vol. 28, No. 6/7 (giugno-luglio 1962), pp.283.
13. 1 2 3  Sito web del Quirinale. dettaglio decorato.
14. ↑  Sito web del Quirinale. dettaglio decorato.
15. ↑  Sito web del Quirinale. dettaglio decorato.

### Periodici
- Meir Michaelis, Il Generale Pugliese e la difesa di Roma, in La Rassegna Mensile di Israel, terza serie, Vol. 28, No. 6/7 (Giugno-Luglio 1962), pp. 262–283

| Controllo di autorità | VIAF (EN) 259845778 · ISNI (EN) 0000 0003 8044 9782 · BAV 495/321891 · GND (DE) 116308567 |